# حاجی‌آباد سرتلاپ
حاجی‌آباد سرتلاپ، روستایی از توابع بخش مرکزی شهرستان خاش در استان سیستان و بلوچستان ایران است.

## جمعیت
این روستا در دهستان کارواندر قرار دارد و براساس سرشماری مرکز آمار ایران در سال ۱۳۹۵، جمعیت آن ۷۰ نفر (۲۴ خانوار) بوده‌است.